# Macrotyloma biflorum
Macrotyloma biflorum är en ärtväxtart som först beskrevs av Julius Heinrich Karl Schumann och Peter Thonning, och fick sitt nu gällande namn av Frank Nigel Hepper. Macrotyloma biflorum ingår i släktet Macrotyloma och familjen ärtväxter. Inga underarter finns listade i Catalogue of Life.